# Citigroup
Citigroup Inc. (o Citi) è una multinazionale americana di banche di investimento e società di servizi finanziari con sede a New York. Nasce il 7 aprile 1998 attraverso una fusione tra Citicorp e Travelers Group per creare la più grande organizzazione di servizi finanziari del mondo. La storia dell'azienda è, quindi, divisa nel funzionamento di diverse aziende che nel tempo si sono fuse in Citicorp, una multinazionale bancaria che opera in più di 100 paesi; e Travelers Group, le cui attività hanno riguardato i servizi di credito, la finanza al consumo, il brokeraggio e le assicurazioni. La storia dell'azienda risale quindi alla fondazione della City Bank of New York (poi Citibank) nel 1812; Bank Handlowy nel 1870; Smith Barney nel 1873, Banamex nel 1884; Salomon Brothers nel 1910.
È stata la prima azienda statunitense a combinare i servizi bancari con quelli assicurativi dopo la Grande depressione. Risulta al terzo posto nell'elenco delle banche più grandi degli Stati Uniti e, insieme a JPMorgan Chase, Bank of America e Wells Fargo, è una delle banche Big Four degli Stati Uniti. Si trova nell'elenco delle banche di rilevanza sistemica che sono troppo grandi per fallire. Citigroup possiede Citicorp, la holding di Citibank, nonché diverse filiali internazionali. È una delle nove banche di investimento globali nel Bulge Bracket.

## 2008–2009 Aiuti federali per bancarotta
Mentre la crisi dei mutui subprime inizia a svilupparsi, la forte esposizione ai mutui "tossici" nelle forme di Collateralized debt obligations (CDOs), aggravate dalla cattiva gestione del rischio, pose l'azienda in guai seri. All'inizio del 2007, Citigroup cominciò a eliminare il 5 per cento dei posti di lavoro in un progetto di ampia ristrutturazione per tagliare i costi e rafforzò le sue azioni, a lungo sottoperformate. Dal novembre 2008, la crisi in corso colpì duramente Citigroup e nonostante l'aiuto monetario TARP federale, la società annunciò ulteriori tagli di personale che crearono oltre 100.000 nuovi disoccupati. Il suo valore di borsa scese a $20.5 miliardi, in calo dai $244 miliardi di due anni prima. In seguito, Citigroup e i regolatori federali negoziarono un piano per stabilizzare la società.